# Бураго ди Молгора
Бураго ди Молгора (итал. Burago di Molgora) је насеље у Италији у округу Монца и Бријанца, региону Ломбардија.
Према процени из 2011. у насељу је живело 4221 становника. Насеље се налази на надморској висини од 180 м.

## Становништво
| 1936. | 1951. | 1961. | 1971. | 1981. | 1991. | 2001. | 2011. |
| ----- | ----- | ----- | ----- | ----- | ----- | ----- | ----- |
| 1.377 | 1.507 | 1.361 | 1.586 | 3.805 | 4.323 | 4.141 | 4.240 |